# Campeonato Mundial de Motovelocidade 50cc/80cc
Campeonato Mundial de Motovelocidade 50cc/80cc, anteriormente 50cc, era a categoria de entrada do Campeonato Mundial de Motovelocidade e o mais antigo Campeonato do Mundo de desportos motorizados – o primeiro ano de competição teve lugar em 1949.
O Grand Prix de Motovelocidade é o principal campeonato de motociclismo, dividido em três classes desde 1990: 125cc, 250cc e MotoGP. As aulas que foram descontinuadas incluem 350cc, 50cc / 80cc e side-car. Os 50 / 80cc se referiam ao tamanho dos motores das motocicletas que corriam nessa classe. O campeonato mundial de corrida de estrada foi criado em 1949 pelo órgão dirigente do esporte, a Federação Internacional de Motociclismo (FIM), e é o mais antigo campeonato mundial de automobilismo. As 50cc foram introduzidas em 1962, 13 anos após o início do primeiro campeonato mundial. A categoria foi substituída por 80cc em 1984 e a classe foi posteriormente descontinuada em 1989. Cada temporada consistia em cinco a dez GPs disputados em circuitos fechados, em oposição às vias públicas. Os pontos ganhos nesses eventos contam para o Campeonato Mundial de pilotos e construtores. O campeonato de pilotos e construtores foram campeonatos separados, mas foram baseados no mesmo sistema de pontos. Os sistemas de pontos utilizados no campeonato variaram ao longo dos anos. O primeiro campeonato em 1962 ganhou pontos do primeiro ao sexto lugar; também foi concedido um ponto ao piloto que completou a volta mais rápida. O último campeonato em 1989 concedeu pontos do primeiro ao décimo quinto lugar. Os resultados de todos os Grandes Prémios foram contabilizados nos campeonatos; no entanto, em algumas temporadas, apenas um certo número de resultados foi contado. Ángel Nieto venceu o maior número de campeonatos em sua carreira, com seis. Stefan Dörflinger venceu o segundo maior número de campeonatos com quatro, e Hans Georg Anscheidt e Jorge Martínez venceram o terceiro mais com três. Os pilotos espanhóis venceram o maior número de campeonatos; quatro pilotos venceram um total de 12 campeonatos. Os pilotos suíços e alemães ficaram em segundo lugar com quatro, enquanto Ernst Degner venceu o campeonato inaugural em 1962. Manuel Herreros foi o último campeão antes que a classe fosse interrompida em 1989.

## Campeões
| Ano  | Piloto               | Equipe                      | Construtor        | Pneu | Info                |
| ---- | -------------------- | --------------------------- | ----------------- | ---- | ------------------- |
| 1962 | Ernst Degner         | Suzuki Motor Corporation    | Suzuki            | B    | [ 1 ]               |
| 1963 | Hugh Anderson        | Suzuki Motor Corporation    | Suzuki            | B    | [ 2 ]               |
| 1964 | Hugh Anderson        | Suzuki Motor Corporation    | Suzuki            | B    | [ 3 ]               |
| 1965 | Ralph Bryans         | Honda Racing Corporation    | Honda             | B    | [ 4 ]               |
| 1966 | Hans-Georg Anscheidt | Suzuki Motor Corporation    | Suzuki            | H    | [ 5 ]               |
| 1967 | Hans-Georg Anscheidt | Suzuki Motor Corporation    | Suzuki            | B    | [ 6 ]               |
| 1968 | Hans-Georg Anscheidt | Suzuki Motor Corporation    | Suzuki            | T    | [ 7 ]               |
| 1969 | Ángel Nieto          | Derbi Racing                | Derbi             | B    | [ 8 ]               |
| 1970 | Ángel Nieto          | Derbi Racing                | Derbi             | B    | [ 9 ]               |
| 1971 | Jan de Vries         | Kreidler Racing Team        | Kreidler          | Y    | [ 10 ]              |
| 1972 | Ángel Nieto          | Derbi Racing                | Derbi             | G    | [carece de fontes?] |
| 1973 | Jan de Vries         | Kreidler Racing Team        | Kreidler          | Y    | [ 10 ]              |
| 1974 | Henk van Kessel      | Van Veen Racing             | Kreidler-Van Veen | Y    | [ 11 ]              |
| 1975 | Ángel Nieto          | Kreidler Racing Team        | Kreidler          | M    | [ 12 ]              |
| 1976 | Ángel Nieto          | Bultaco Compañía de Motores | Bultaco           | G    | [ 12 ]              |
| 1977 | Ángel Nieto          | Bultaco Compañía de Motores | Bultaco           | B    | [carece de fontes?] |
| 1978 | Ricardo Tormo        | Bultaco Compañía de Motores | Bultaco           | D    | [ 12 ]              |
| 1979 | Eugenio Lazzarini    | Kreidler Racing Team        | Kreidler          | B    | [ 13 ]              |
| 1980 | Eugenio Lazzarini    | Iprem Corse                 | Iprem             | M    | [ 14 ]              |
| 1981 | Ricardo Tormo        | Bultaco Compañía de Motores | Bultaco           | D    | [ 15 ]              |
| 1982 | Stefan Dörflinger    | Kreidler Racing Team        | Kreidler          | Y    | [ 16 ]              |
| 1983 | Stefan Dörflinger    | Krauser Motorrad            | Krauser           | B    | [ 17 ]              |
| 1984 | Stefan Dörflinger    | Zündapp Motorrad            | Zündapp           | B    | [ 18 ]              |
| 1985 | Stefan Dörflinger    | Krauser Motorrad            | Krauser           | D    | [ 19 ]              |
| 1986 | Jorge Martínez       | Derbi Racing                | Derbi             | B    | [ 20 ]              |
| 1987 | Jorge Martínez       | Derbi Racing                | Derbi             | M    | [ 21 ]              |
| 1988 | Jorge Martínez       | Derbi Racing                | Derbi             | B    | [ 21 ]              |
| 1989 | Manuel Herreros      | Derbi Racing                | Derbi             | B    | [ 22 ]              |

## Estatísticas

### Títulos por piloto
| Piloto               | Total | Títulos                            |
| -------------------- | ----- | ---------------------------------- |
| Ángel Nieto          | 6     | 1969, 1970, 1972, 1975, 1976, 1977 |
| Stefan Dörflinger    | 4     | 1982, 1983, 1984, 1985             |
| Hans-Georg Anscheidt | 3     | 1966, 1967, 1968                   |
| Jorge Martínez       | 3     | 1986, 1987, 1988                   |
| Hugh Anderson        | 2     | 1963, 1964                         |
| Jan de Vries         | 2     | 1971, 1973                         |
| Ricardo Tormo        | 2     | 1978, 1981                         |
| Eugenio Lazzarini    | 2     | 1979, 1980                         |
| Ernst Degner         | 1     | 1962                               |
| Ralph Bryans         | 1     | 1965                               |
| Henk van Kessel      | 1     | 1974                               |
| Manuel Herreros      | 1     | 1989                               |

### Títulos por país
| Construtor       | Total | Títulos                                                                |
| ---------------- | ----- | ---------------------------------------------------------------------- |
| Espanha          | 12    | 1969, 1970, 1972, 1975, 1976, 1977, 1978, 1981, 1986, 1987, 1988, 1989 |
| Suíça            | 4     | 1982, 1983, 1984, 1985                                                 |
| Alemanha         | 4     | 1962, 1966, 1967, 1968                                                 |
| Países Baixos    | 3     | 1971, 1973, 1974                                                       |
| Itália           | 2     | 1979, 1980                                                             |
| Nova Zelândia    | 2     | 1963, 1964                                                             |
| Irlanda do Norte | 1     | 1965                                                                   |

### Títulos por construtor
| Construtor        | Total | Títulos                                  |
| ----------------- | ----- | ---------------------------------------- |
| Derbi             | 7     | 1969, 1970, 1972, 1986, 1987, 1988, 1989 |
| Suzuki            | 6     | 1962, 1963, 1964, 1966, 1967, 1968       |
| Kreidler          | 5     | 1971, 1973, 1975, 1979, 1982             |
| Bultaco           | 4     | 1976, 1977, 1978, 1981                   |
| Krauser           | 2     | 1983, 1985                               |
| Honda             | 1     | 1965                                     |
| Kreidler-Van Veen | 1     | 1974                                     |
| Iprem             | 1     | 1980                                     |
| Zündapp           | 1     | 1984                                     |

### Títulos por equipe
| Construtor                  | Total | Títulos                                  |
| --------------------------- | ----- | ---------------------------------------- |
| Derbi Racing                | 7     | 1969, 1970, 1972, 1986, 1987, 1988, 1989 |
| Suzuki Motor Corporation    | 6     | 1962, 1963, 1964, 1966, 1967, 1968       |
| Kreidler Racing Team        | 5     | 1971, 1973, 1975, 1979, 1982             |
| Bultaco Compañía de Motores | 4     | 1976, 1977, 1978, 1981                   |
| Krauser Motorrad            | 2     | 1983, 1985                               |
| Honda Racing Corporation    | 1     | 1965                                     |
| Van Veen Racing             | 1     | 1974                                     |
| Iprem Corse                 | 1     | 1980                                     |
| Zündapp Motorrad            | 1     | 1984                                     |

### Títulos por pneu
| # | Pneu        | Total | Títulos                                                                            |
| - | ----------- | ----- | ---------------------------------------------------------------------------------- |
| B | Bridgestone | 14    | 1962, 1963, 1964, 1965, 1967, 1969, 1970, 1977, 1979, 1983, 1984, 1986, 1988, 1989 |
| Y | Yokohama    | 4     | 1971, 1973, 1974, 1982                                                             |
| D | Dunlop      | 3     | 1978, 1981, 1985                                                                   |
| M | Michelin    | 3     | 1975, 1980, 1987                                                                   |
| G | Goodyear    | 2     | 1972, 1976                                                                         |
| H | Hankook     | 1     | 1966                                                                               |
| T | Toyo        | 1     | 1968                                                                               |

## Transmissão pela TV para o Brasil

### TV Aberta
A primeira TV brasileira a exibir o Mundial foi a Rede Globo, que em 1987, na volta do Esporte Espetacular, colocou os “melhores momentos” com 18 minutos de duração do GP do Japão. A partir da etapa seguinte, a Globo firmou parceria com a produtora de eventos PROMESP e transmitiu o restante da temporada.
A narração inicialmente foi feita por Galvão Bueno, posteriormente repassada para Cléber Machado e Eduardo Moreno. Os comentários ficavam por conta de Reginaldo Leme.
A Globo deu continuidade ao projeto, transmitindo a categoria de 1988 a 1995. Já entre os anos de 1996 a 1998, o campeonato foi transmitido pela Band, e em 1999 a Motovelocidade voltou para a TV Globo, onde permaneceu até 2003, quando a categoria saiu da TV aberta e desde então está sem transmissão.

### TV por Assinatura
Na TV fechada, desde a volta ao Grupo Globo em 1999 o SporTV também começou a transmitir a categoria. Inicialmente Sérgio Maurício era o responsável pela narração, e Rodrigo Moattar fazia os comentários. Posteriormente Guto Nejaim e Fausto Macieira assumiram o comando em 2010, ficando como titulares da casa na categoria até o final do contrato em 2020.
Em 2020, após negociar com a Band, a Dorna fecha com a Rio Motorsport, que repassou os direitos de transmissão para a Fox Sports Brasil, que estreia na competição em solo brasileiro. Téo José é o responsável pela narração e Edgard Mello Filho fica com os comentários.